# 総持院 (台東区)
總持院（そうじいん）は、東京都台東区にある天台宗の寺院。

## 歴史
1611年（慶長16年）、栄松によって開山された。元々は神田に位置していたが、1648年（慶安元年）に現在地に移転した。
1670年（寛文10年）、小田原藩の藩主だった大久保忠朝が、松平信康と築山殿の菩提を弔うため、当寺に両人の位牌を安置し、新たにそれぞれ「泰源院殿覚法一道大徳」「了台院殿妙正心安大姉」の戒名を与えて冥福を祈ることになった。
1890年（明治23年）から1892年（明治25年）にかけて、高村光雲・光太郎一家が当寺に間借りしていた。

## 交通アクセス
- 千代田線千駄木駅より徒歩8分（経路案内）。
- 日暮里駅より徒歩9分（経路案内）。